# Achtervork

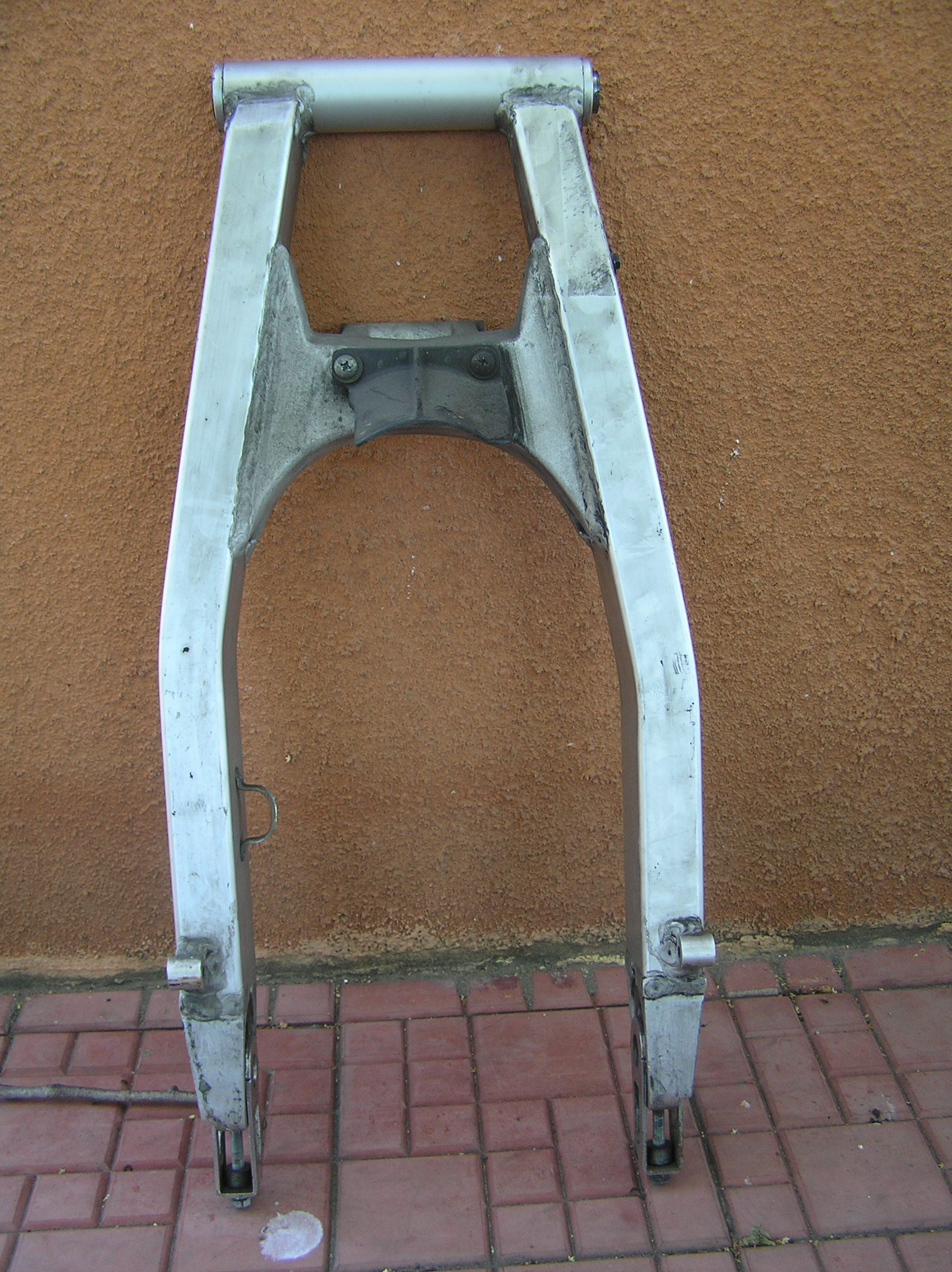
"basic" achtervork met boven het scharnierpunt van het frame, twee bevestigingsogen voor de schokdempers en helemaal onderaan de stelinrichtingen voor de aandrijfketting

De achtervork is een onderdeel van het frame van een (motor)fiets dat de ophanging van het achterwiel verzorgt. Bij een motorfiets wordt het wel de achterbrug genoemd.
Bij de fiets onderscheidt men de liggende achtervork die van de trapas naar de achternaaf loopt en de staande achtervork die van de achternaaf richting de zadelstrop loopt. Een achtervork van een fiets kan met een vorkuitzetter wijder gemaakt worden om een fietsband te kunnen verwisselen, wat echter bij aluminium frames niet aan te bevelen is.